# الکس پدیا
آلهاندرو پِدیا (به اسپانیایی: Alejandro Padilla) (/pəˈdi:ə/; متولد ۲۲ مارس ۱۹۷۳) سیاستمدار، کارمند دولت و مهندس آمریکایی است که از سال ۲۰۲۱ به عنوان سناتور ایالات متحده از کالیفرنیا مشغول به کار است. او پیشتر از سال ۲۰۱۵ به عنوان سی و دومین وزیر دولت کالیفرنیا مشغول بود. گوین نیوسام فرماندار کالیفرینا، پدیا را به عنوان جانشین کاملاً هریس به عنوان سناتور ایالات متحده از کالیفرنیا منصوب کرده‌است.
وی که از اعضای حزب دموکرات است، در انتخابات سال ۲۰۱۴ برای این سمت پیروز شد و با کسب ۵۴٪ از آرا بر پیت پیترسون، نامزد جمهوریخواه، غلبه کرد.
پدیا پیش از این در سنای ایالتی کالیفرنیا عضو بود و در نوامبر ۲۰۰۶، به نمایندگی حوزه ۲۰ انتخاب شد. قبل از خدمت در سنا، وی ۷ سال در شورای شهر لس آنجلس به نمایندگی از حوزه ۷ عضو بود. وی برای اولین بار در سال ۱۹۹۹ انتخاب شد و در ژوئیه ۲۰۰۱ به عنوان رئیس شورای شهر لس آنجلس انتخاب شد و تا دسامبر ۲۰۰۵ سمت خود را حفظ کرد.

## اوایل زندگی و حرفه
پدیا یکی از سه فرزند سانتوس و لوپه پدیا است که هر دو قبل از این که یکدیگر را ملاقات و با هم در لس آنجلس ازدواج کنند از مکزیک مهاجرت کرده بودند. پادیلا در منطقه پاکویما در لس آنجلس بزرگ شد و فارغ‌التحصیل دبیرستان سن فرناندو در شمال شرقی دره سن فرناندو است. وی در سال ۱۹۹۴ مدرک مهندسی مکانیک را از انستیتوی فناوری ماساچوست دریافت کرد. پس از فارغ‌التحصیلی، او دوباره به پاکویما بازگشت و مدت کوتاهی به عنوان مهندس در هوانوردی هیوز کار کرد، و در آنجا برای سیستم‌های ماهواره ای نرم‌افزار نوشت.